# Aglaia Konrad
Aglaia Konrad (* 1960 in Salzburg) ist eine österreichische Fotografin und Hochschullehrerin, die in Brüssel lebt und arbeitet.

## Leben und Werk

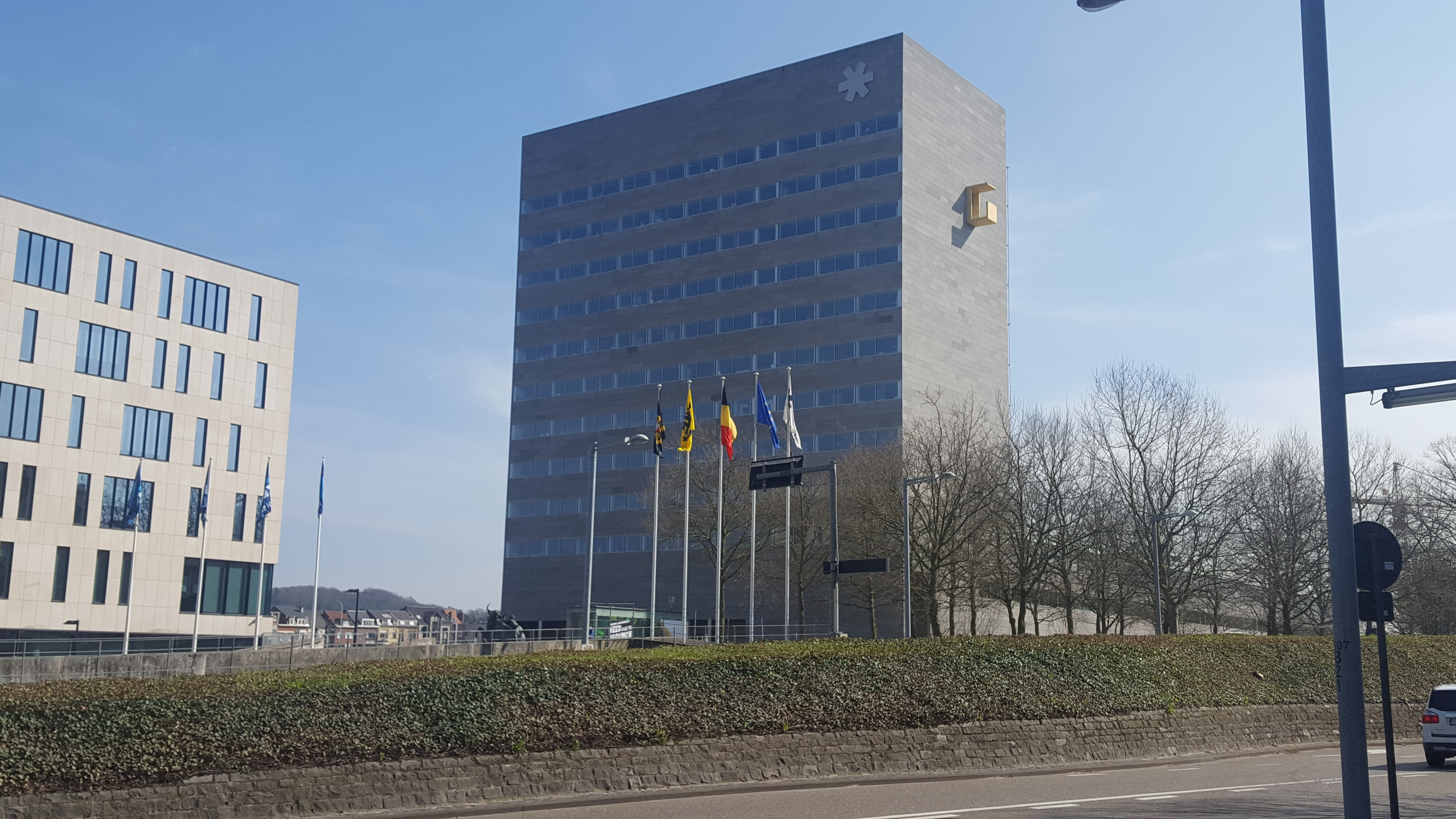
Aglaia Konrad entwarf den weithin sichtbaren gelben Balkon am Provinzhaus der Provinz Flämisch-Brabant. Aufnahme: 2017

Aglaia Konrad studierte von 1990 bis 1992 an der Jan van Eyck Academie in Maastricht. Dort lehrte sie, bis sie an die LUCA School of Arts in Brüssel berufen wurde. Seit 2005 ist sie Gastprofessorin in Leipzig.
Aglaia Konrad macht Bilder von urbanen Räumen in einer globalisierten Welt. Ihre fotografischen Arbeiten und ihre Videos konzentrieren sich auf die städtebauliche Entwicklung von Weltstädten auf den fünf Kontinenten. Aus Bildern, die in den verschiedensten Städten wie Sao Paulo, Peking, Chicago, Dakar, Tokio, Kairo und Shanghai entstanden sind, hat sie ein sehr umfangreiches Archiv angelegt, welches als Grundlage für ihre Ausstellungen dient.
Sie ist vor allem für ihre fotografischen Arbeiten und ihre räumlichen Interventionen bekannt.

## Ausstellungen (Auswahl)
Aglaia Konrad hat an zahlreichen internationalen Ausstellungen teilgenommen, unter anderem 1997 an der documenta X in Kassel; Cities on the Move (1998 und 1999, Bordeaux, New York, London, Helsinki, Wien) und 2000 an der Shanghai Biennale. 2009 widmete das Museum für Gegenwartskunst in Siegen Aglaia Konrad und Armin Linke eine Doppelausstellung.

## Auszeichnungen (Auswahl)
- 1996: Römerquelle-Kunstwettbewerb
- 1997: Otto-Mauer-Preis
- 2005: Großer Kunstpreis des Landes Salzburg
- 2006: Österreichischer Kunstpreis für Künstlerische Fotografie
- 2023: Österreichischer Staatspreis für Fotografie